# 西郷忠員
西郷 忠員（さいごう ただかず）は、安土桃山時代の武将。西郷家員の次男。兄・忠吉は庶子だったので近藤秀用の養子とされ、忠員が嫡男とされた。
文禄4年（1595年）、徳川秀忠の御前において大久保忠常たちと一緒に元服。秀忠から一字拝領の上、左文字の脇差を賜った。
慶長5年（1600年）の関ヶ原の戦いでは武者奉行を拝命している。決戦の後、近江佐和山城の城地受け取りを内藤信正、石川康通らと務めている。翌慶長6年（1601年）5月27日に佐和山城内で死去。実子が無く、弟の康員を跡目とした。